# Nucșoara
Nucșoara is een Roemeense gemeente in het district Argeș.
Nucșoara telt 1562 inwoners.